# Parville
Parville is een gemeente in het Franse departement Eure (regio Normandië) en telt 296 inwoners (2004). De plaats maakt deel uit van het arrondissement Évreux.

## Geografie
De oppervlakte van Parville bedraagt 4,5 km², de bevolkingsdichtheid is 65,8 inwoners per km².
De onderstaande kaart toont de ligging van Parville met de belangrijkste infrastructuur en aangrenzende gemeenten.

## Demografie
Onderstaande figuur toont het verloop van het inwonertal (bron: INSEE-tellingen).